# خوردة بلاغ
خوردة بلاغ هي قرية في مقاطعة ميانة، إيران. عدد سكان هذه القرية هو 301 في سنة 2006.